# Быстрое (Харьковская область)
Быстрое (укр. Бистре) — село, 
Будянский поселковый совет,
Харьковский район,
Харьковская область.
Код КОАТУУ — 6325156101. Население по переписи 2001 года составляет 103 (39/64 м/ж) человека.

## Географическое положение
Село Быстрое находится у истоков безымянной речушки, которая через 4,5 км впадает в реку Мерефа,
ниже по течению на расстоянии в 1,5 км расположено село Бедряги.
На реке сделано несколько запруд.
Рядом проходит автомобильная дорога Р-51.
К селу примыкают большие лесные массивы (дуб).

## История
- 1680 — дата основания.